# أوليفر كازماريك
أوليفر كازماريك هو سياسي ألماني، ولد في 8 أغسطس 1970 في كامن في ألمانيا. نشط حزبياً في الحزب الديمقراطي الاجتماعي الألماني (1988 – 1988). في الانتخابات الفيدرالية الألمانية 2017، انتخب عضو في البوندستاغ الألماني عن دائرة Unna I ‏ وقد انضم خلال البوندستاغ الألماني التاسع عشر (24 أكتوبر 2017 – ) للكتلة البرلمانية المجموعة البرلمانية للحزب الديمقراطي الاجتماعي ‏ وانتخب عضو في البوندستاغ الألماني (27 أكتوبر 2009 – 22 أكتوبر 2013) وفي الانتخابات الفدرالية الألمانية 2013، انتخب عضو في البوندستاغ الألماني عن دائرة Unna I ‏ خلال فترته النيابية ‏ (22 أكتوبر 2013 – 22 أكتوبر 2013).

## وصلات خارجية
- الموقع الرسمي